# La Humada
La Humada är en ort i Argentina.   Den ligger i provinsen La Pampa, i den centrala delen av landet, 900 km väster om huvudstaden Buenos Aires. La Humada ligger 826 meter över havet och antalet invånare är 954.
Terrängen runt La Humada är platt, och sluttar brant österut. Trakten runt La Humada är nära nog obefolkad, med mindre än två invånare per kvadratkilometer..
Omgivningarna runt La Humada är i huvudsak ett öppet busklandskap.